# Kate Davis

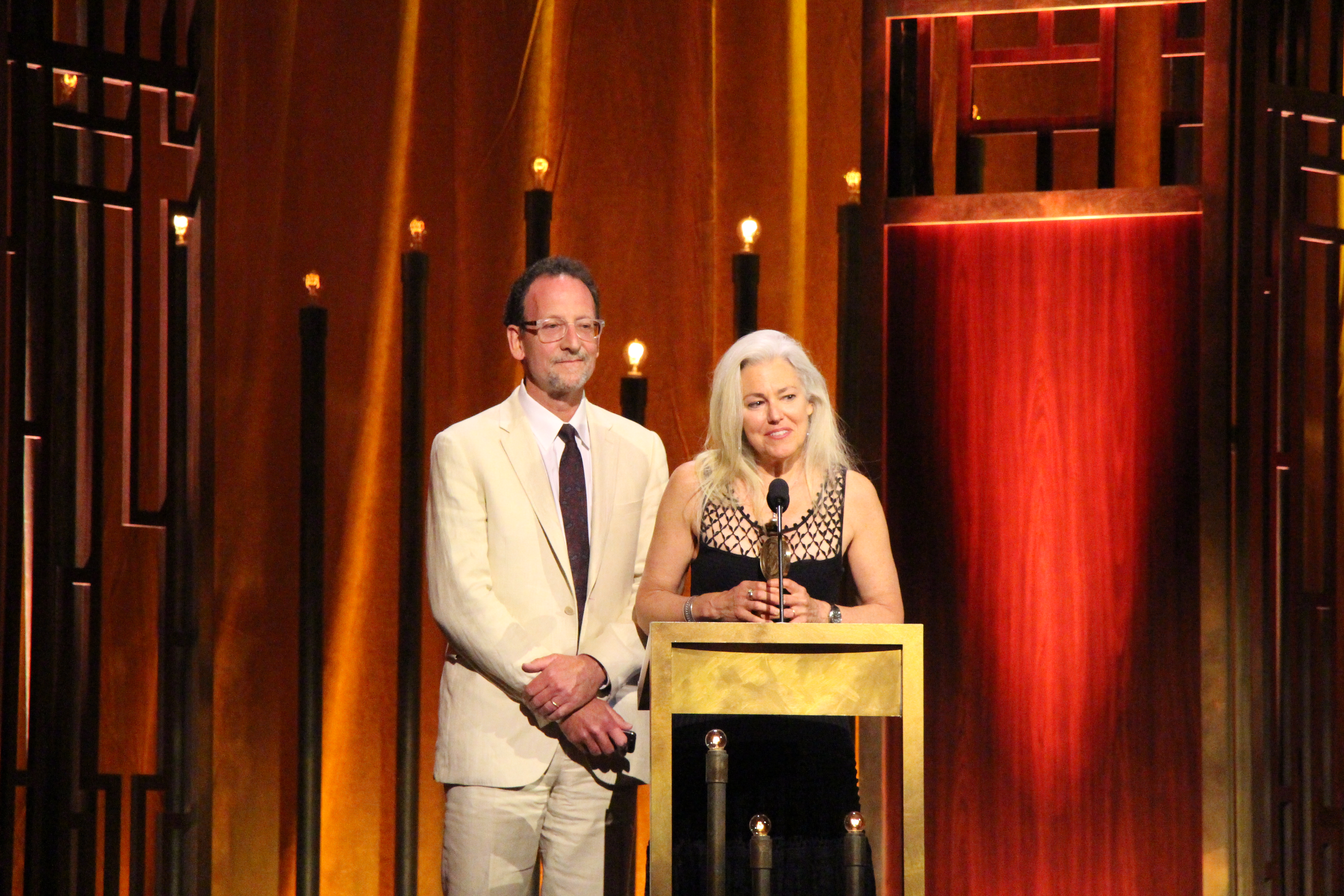
David Heilbroner und Kate Davis bei den 74th Peabody Awards

Kate Davis (* 23. Februar 1960 in Boston, Massachusetts) ist eine US-amerikanische Filmproduzentin, Filmregisseurin, Kamerafrau und Filmeditorin im Bereich des Dokumentarfilms.

## Karriere
Davis arbeitete erstmals beim Filmstab im Jahr 1983, als sie für die Fernsehserie America Undercover für die Episoden Southern Comfort und Jockey als Regisseurin verantwortlich war. Danach war sie 1985 als Editorassistent bei dem Dokumentarfilm Sherman’s March verantwortlich. Ihr Regiedebüt bei einem Dokumentarfilm hatte sie 1987 mit Girltalk, wofür sie zudem als Editorin und Produzentin verantwortlich war. Seit 2000 verwirklicht sie zusammen mit ihrem Ehemann David Heilbroner Dokumentarfilme. Ihr erstes gemeinsames Projekt war American Babylon, wobei Heilbroner als Produzent und sie als Editorin verantwortlich waren. Im Jahr 2001 veröffentlichte sie Southern Comfort und erhielt dafür zahlreiche Preise auf Filmfestspielen samt einer Nominierung bei den Primetime Emmy Awards. Bei der Emmy-Verleihung 2004 erhielt sie für ihren Film Jockey, den sie ebenfalls mit ihrem Mann produzierte, die Auszeichnung.
Weitere Projekte mit ihrem Mann waren Pucker Up (2005), Plastic Disasters (2006), Waiting for Armageddon (2009), Stonewall Uprising (2010), Die Morde von Cheshire (2013), Der Newburgh-Schwindel (2014) und der Dokumentarkurzfilm Traffic Stop, der im Jahr 2017 veröffentlicht wurde. Letztgenannter Film erzählt die Geschichte von Breaion King, die wegen geringer Geschwindigkeitsüberschreitung verhaftet wurde. Die Handlung basiert auf der Geschichte einer 28-jährigen, die in Texas verhaftet wurde und sich Tage später in der Gefängniszelle erhängte. Für diese künstlerische Leistung erhielten Davis und Heilbroner bei der Oscarverleihung 2018 eine Oscarnominierung in der Kategorie „Bester Dokumentar-Kurzfilm“. Die Auszeichnung wurde jedoch Frank Stiefel für seinen Beitrag Heaven Is a Traffic Jam on the 405 überreicht.

## Privat
Kate Davis ist mit David Heilbroner seit dem 5. Mai 1987 verheiratet. Sie sind Eltern von einem Sohn (* 1994) und eine Tochter (* 1997).

## Filmografie (Auswahl)
- 1987: Girltalk
- 2001: Southern Comfort
- 2004: Jockey
- 2014: Der Newburgh-Schwindel (The Newburgh Sting)
- 2017: Traffic Stop (Kurzfilm)